# 3-й Новогоголівський провулок (Житомир)
3-й Новогоголівський провулок — провулок в Корольовському районі міста Житомир.

## Розташування
Розташований у завокзальній частині міста. Бере початок від Новогоголівської вулиці. Завершується перехрестям з Крайнім проїздом. Вздовж поперечних меж садиб, розташованих ближче до перехрестя з Крайнім проїздом, протікає струмок, який перетинає 3-й Новогоголівський провулок у трубопроводі.

## Історія
Виник у першій половині ХХ століття на вільних від забудови землях. Станом на початок ХХ століття місцевості за місцем розташування майбутнього провулку притаманна заболоченість.
З нинішньою назвою показаний на мапі міста 1942 року. Забудова цієї території почала здійснюватися у 1940-х роках. Станом на 1968 рік провулок та його забудова сформовані.